# Kleopatra-Falter
Der Kleopatra-Falter (Gonepteryx cleopatra), auch Mittelmeer-Zitronenfalter genannt, ist ein Schmetterling (Tagfalter) aus der Familie der Weißlinge (Pieridae). Das Artepitheton leitet sich von Cleopatra, der als Schönheit berühmten ägyptischen Königin ab.

## Aussehen, Verwandtschaft und Name
Der Name Kleopatra-Falter wird zwar in der deutschsprachigen Literatur genannt, aber nicht durchgängig verwendet. Alternativ wird der Schmetterling auch „Südlicher Zitronenfalter“ genannt, nach seinem nächsten Verwandten, dem Zitronenfalter.
Der Kleopatra-Falter ist regelmäßig genauso groß wie der Zitronenfalter. Nur die kanarischen Unterarten sind meist deutlich größer (Vorderflügellänge 30–35 mm statt 25–30 mm). Vom Zitronenfalter unterscheidet sich der Kleopatra-Falter beim Männchen durch die orangerote Färbung auf den Vorderflügeln und allgemein dem insgesamt mehr nach außen gebogenen, fülligeren Flügelschnitt. Die Grundfarbe ist allerdings mehr weißlich-grün, Exemplare mit einer gelblicheren Grundfarbe gehören zur Unterart massiliensis Foulquier = italica Gerhard (häufig in der Ägäis). Auch die Raupe des Kleopatra-Falters ist kräftiger und mehr blaugrau gefärbt als die des heimischen Zitronenfalters.

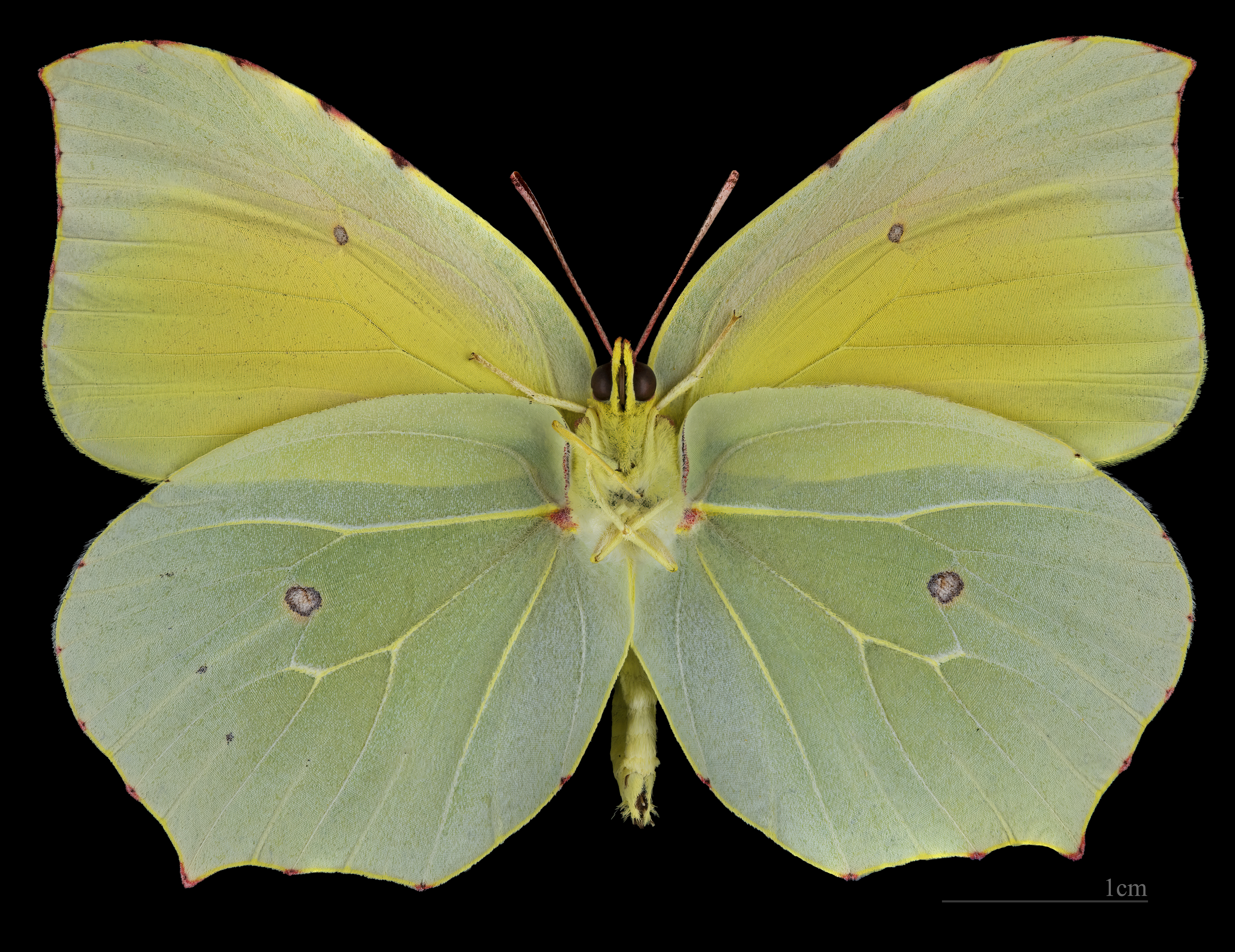
Gonepteryx cleopatra ♂
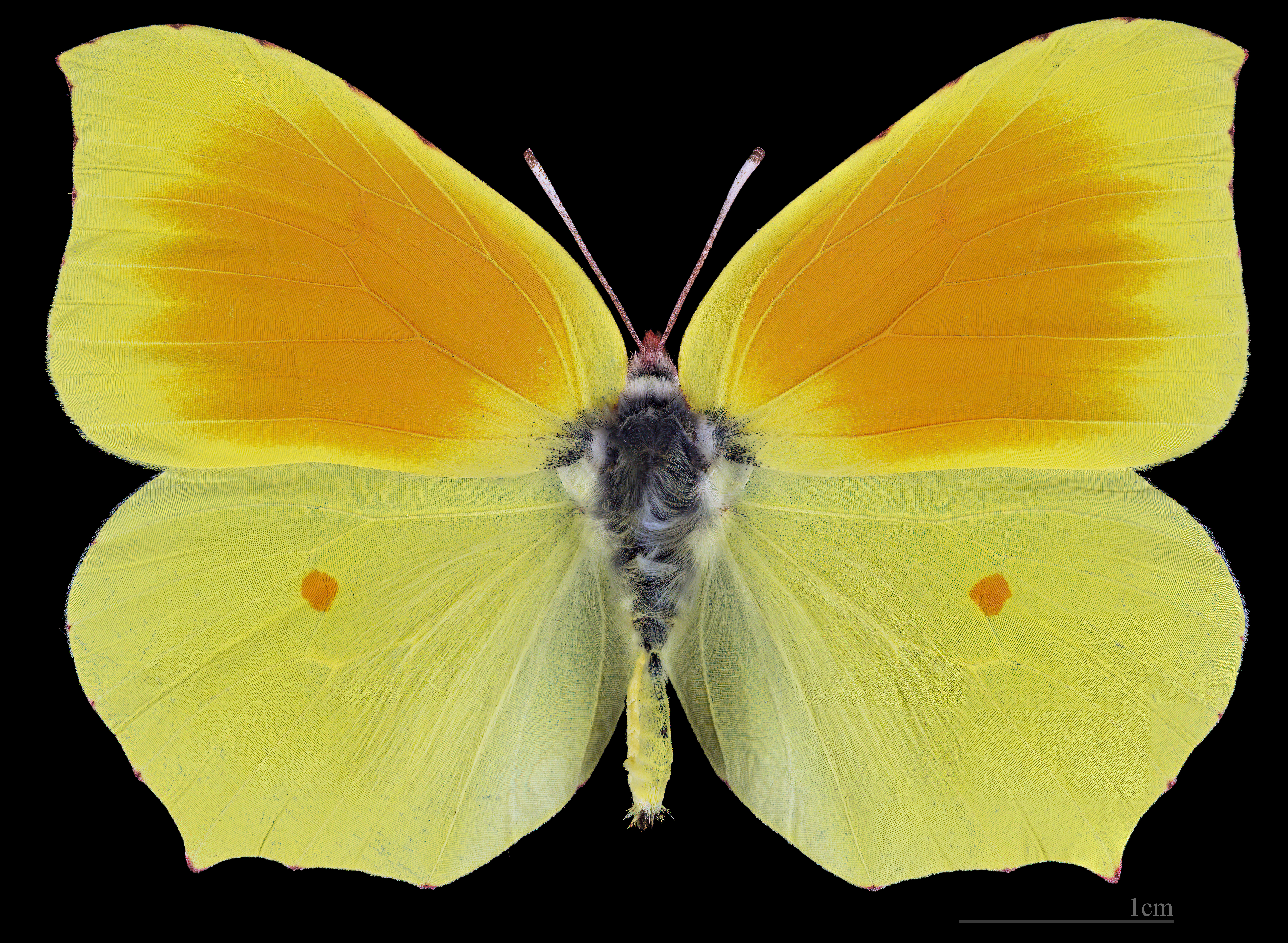
Gonepteryx cleopatra ♂  △

Die englische und spanische Bezeichnung des Schmetterlings ist „Cleopatra“, die französische „Citron de Provence“.

## Ähnliche Arten
- Zitronenfalter, Gonepteryx rhamni (Linnaeus, 1758)
- Gonepteryx farinosa (Zeller, 1847)
- Großer Kohlweißling, Pieris brassicae (Linnaeus, 1758)
- Gonepteryx chitralensis Moore, 1905

## Vorkommen und Lebensweise
Der Kleopatra-Falter ist eigentlich eine mediterrane Art, die sich eher selten in Mitteleuropa findet. Verbreitet ist er in Spanien, Portugal, Südfrankreich, Italien und auf dem Balkan, in Griechenland und der Türkei ostwärts bis nach Syrien sowie auf den Mittelmeerinseln. Auf den Kanaren sind verschiedene Unterarten heimisch. Eigentliche Herkunft ist aber Nordwestafrika nördlich der Sahara (Typenfundort: Algerien). Interessanterweise kommt der Falter in Ägypten – trotz seines Namens – nicht vor.
Der Schmetterling bewohnt offenes, buschreiches und felsiges Gelände bis zu lichten Buschwäldern bis in 1200, maximal 1600 Metern Höhe, in Nordafrika auch bis 3000 Meter. Er erscheint in einer Generation ab Mai oder Juni (in Höhenlagen später) die als Falter überwintert. Die teils lokal angegebene zweite Generation wird angezweifelt. Die Futterpflanzen sind Kreuzdornarten.

## Unterarten
Es werden folgende Unterarten unterschieden:
- G. c. cleopatra (Linnaeus, 1767) – stellt die Nominatform dar.
- G. c. maderensis Felder 1862 – auf Madeira heimisch – weist die Besonderheit auf, dass die Flügelunterseite der Weibchen zur Tarnung gegen Fressfeinde kein UV-Licht reflektiert. Männchen sind ausgedehnt orange gefärbt. Dennoch ähneln sie mehr der Nominatform als den kanarischen Unterarten.
- G. c. cleobule Hübner 1825 – auf Teneriffa
- G. c. palmae Stamm 1963 – auf La Palma
- G. c. eversi Rehnelt 1974 – auf La Gomera

Die kanarischen Unterarten sind größer und teils noch tiefer rötlich gefärbt als die übrigen Unterarten. Die Generationenfolge dieser langlebigen, fast diapausefreien Unterarten ist unklar.